# Persicaria ferruginea
Persicaria ferruginea là một loài thực vật có hoa trong họ Rau răm. Loài này được (Wedd.) Soják mô tả khoa học đầu tiên năm 1974.